# Mario Merz
Pour les articles homonymes, voir Merz.
Mario Merz (né à Milan le 1er janvier 1925 - mort à Turin, 9 novembre 2003), est un artiste contemporain italien représentant du courant de l'Arte Povera.

## Biographie
Mario Merz grandit à Turin, il fréquente deux ans la faculté de l'armée de l'Université de Turin. Pendant la Seconde Guerre mondiale, il entre dans le groupe antifasciste Justice et Liberté et en 1945 il est arrêté et emprisonné, pour avoir distribué des tracts. En prison, il dessine sur tout et rien, du matin au soir, sans lever la main du support choisi. Et dès sa libération il va retrouver les collines turinoises où l'herbe, le soleil, les parfums et les bruits seront enregistrés comme par un sismographe à la pointe du crayon qui trace des circonvolutions. C'est une sorte d'écriture du sensible dans un cycle sans fin. Il cherche un langage qui va donner forme au monde.   Après la Libération, encouragé par le critique Luciano Pistoi, il se consacre à plein temps à la peinture, en commençant par la peinture à l'huile. Il commence avec une peinture de style expressionniste-abstrait, pour ensuite passer à un traitement informel de la peinture (subvertir les codes de la création plutôt que d'en tenter le dépassement). En 1954, à la Galerie La Bussola à Turin, a lieu sa première exposition personnelle. Au milieu des années soixante, il abandonne la peinture pour expérimenter des matériaux comme les tubes au néon, avec lesquels il troue la superficie des toiles pour symboliser une infusion d'énergie, et à expérimenter les premiers assemblages tridimensionnels, les « peintures volumétriques ».
Il est présent dès les premières expositions d'Arte Povera avec les artistes qui ont participé à l'exposition collective organisée par Germano Celant à la Galerie la Bertesca de Gênes (1967) et Merz, Michelangelo Pistoletto, Giuseppe Penone, Luciano Fabro, Alighero Boetti et d'autres se réunissent à la Galerie turinoise de Gian Enzo Sperone. Il devient vite un élément de référence du groupe.
Le climat de 68 et l'idée d'un renouvellement politique et social se retrouvent dans ses œuvres : Merz reproduit avec des néons les slogans de protestation du mouvement étudiant.
À partir de 1968 il commence à réaliser des structures archétypiques comme l'igloo, réalisés avec les matériaux les plus disparates (verre, terre, plomb...), qui deviendront caractéristiques de sa production et que représentent le dépassement définitif, de la part de l'artiste, du cadre et du plan bidimensionnel. En 1970, il introduit dans ses œuvres la suite de Fibonacci comme symbole de l'énergie inhérente de la matière et de la croissance organique, en plaçant les chiffres réalisés au néon soit sur ses œuvres soit dans des lieux d'exposition, comme, en 1971 le long de la spirale du Musée Solomon R. Guggenheim, en 1984 sur le Mole Antonelliana de Turin et en 1990 sur la Manica Lunga du Castello di Rivoli.
En 1976, il introduit la figure symbolique de la spirale qui fut successivement associée à celle de la table, sur la surface desquelles il disposait des fruits ou des légumes de sorte que, laissés à leur destin naturel, ils introduisent dans l'œuvre la dimension du temps réel.
À la fin des années 1970, Merz retourne à l'art figuratif, en dessinant de grandes images d'animaux archaïques, qu'il définit comme préhistoriques, sur des toiles de grandes dimensions non encadrées.

## La renommée
Au cours des années de très nombreuses expositions ont été consacrées à Merz dans les plus importants musées du monde. Parmi ceux-ci,  on peut citer le Walker Art Center de Minneapolis en 1972, la Kunsthalle de Bâle en 1981, le Moderna Museet de Stockholm en 1983, le Musée d'art contemporain de Los Angeles et le Musée Solomon R. Guggenheim de New York en 1989, la Fundation Antoni Tàpies de Barcelone en 1993, le Château de Rivoli près de Turin et le Centre Luigi Pecci pour l'art contemporaon de Prato en 1990, la Galerie civile d'art contemporain de Trente en 1995, la Fundation de Serralves de Porto (Portugal) en 1999, le Carré d'Art de Nîmes en 2000, la Fundation Proa de Buenos Aires en 2002. Merz a également participé aux expositions collectives les plus prestigieuses parmi lesquelles la Documenta de Kassel en 1972, 1982 et 1992, la Biennale de Paris en 1971, la Biennale de Venise en 1976, 1997, la Collection Pinault-Bourse de commerce à Paris, en 2024. En 2003, il lui a été attribué le Praemium Imperiale au Japon.

## Œuvres

### Igloo
- 1968 : Igloo di Giap, au musée national d'Art moderne, à Paris
- 1970 : Igloo Fibonacci, au musée d'art moderne de la Ville de Paris, à Paris
- 1977 : Igloo Objet cache-toi, à la Collection Pinault
- 1982 : Igloo di Pietra, au musée Kröller-Müller, à Otterlo
- 1987 : Tournons en rond dans les maisons ?, au Tate Modern, à Londres
- 1989 : Cité irréelle, mille-neuf quatre-vingt neuf, au Solomon R. Guggenheim Museum, à New York
- 1998 : Igloo del Palacio de las Alhajas, au museo nacional centro del arte Reina Sofía, à Madrid

### Peintures
- 1960 : Girasole, au musée national d'art moderne, à Paris
- 1982 : Sans titre de Noi giriamo intorno alle case o girano intorno a noi ?, au Museum of Modern Art, à New York
- 1983 : Cinque dita. Il guanto rovesciato del chirurgo au musée de Grenoble, à Grenoble[1]

### Autres installations
- 1970-1981 : Spirale di cera, au musée des beaux arts du Liechtenstein, à Vaduz
- 1971 : Fibonacci, au musée d'art moderne et contemporain de Saint-Etienne Métropole, à Saint-Etienne
- 1972 : Crocodilus Fibonacci, au musée national d'art moderne, à Paris
- 1977 : Appuyée contre la tête, appuyée contre le convexe, appuyée contre le concave, appuyée contre le mur, appuyée contre la maison, appuyée contre le cerveau, au musée de Grenoble, à Grenoble
- 1996-1997 : Untilted, au Walker Art Center, à Minneapolis
- 2000 : Fibonacci, au centre international d'art de lumière, à Unna

## Sources
1. ↑  « Cinq doigts », sur www.museedegrenoble.fr (consulté le 3 août 2025)

- (fr) Cet article est partiellement ou en totalité issu de l’article de Wikipédia en français intitulé « Mario Merz » (voir la liste des auteurs).